# Södra Vätterleden
Der Södra Vätterleden ist ein schwedischer Wanderweg in den Provinzen Västergötland und Småland, der von Huskvarna im Südosten nach Mullsjö im Nordwesten führt. Der Wanderweg ist 70 Kilometer lang und in 2 Etappen eingeteilt. Der Wanderweg hat auch eine alternative Streckenführung über Taberg südlich von Jönköping, so dass er als Rundweg begangen werden kann. An den Wanderweg schließen bei Huskvarna der John Bauerleden und bei Mullsjö der Västra Vätterleden an.
Es wird erwartet, dass alle Wanderer das Allemansrätt beachten und generell schonend mit Umwelt und Natur umgehen.